# 東京日本橋タワー
東京日本橋タワー（とうきょうにほんばしタワー）は、東京都中央区日本橋二丁目に立つ超高層ビルである。住友不動産を中核として大同生命保険など複数の共同事業者により建設された。地下鉄の日本橋駅と直結している。

## 再開発
都市再生特別地区・日本橋二丁目地区に指定された6つの街区の中で最初に開業した街区である。西側を中央通り、北側を永代通り、東側を昭和通りに囲まれた東西に長い一角で、南北に走る南向き一方通行の街路の西側の二丁目7番をA街区、東側の二丁目8番のうち本件再開発にかかる部分をB街区として、「日本橋二丁目地区北地区」の名称で再開発が進められた。
A街区は、以前は日本橋東洋ビル、大手町建物日本橋ビル、アパホテル日本橋駅前、日本橋交差点ビル、東京大同生命ビル、榛原本店ビルなど中規模のビルが立ち並んでいたエリアで、2010年より順次解体された。
高層棟は2013年1月に着工、2015年4月に竣工した。中央通り側、日本橋交差点に面した一角には1500m2の広場が整備され、高層棟とは独立した店舗が設けられ、榛原が本店を構える。B街区は横浜銀行東京支店などのビルがあったが、除却され、商業施設や観光案内所等からなる低層棟「東京日本橋タワーアネックス」（地下2階 地上4階） が建設され、2021年4月に竣工を予定している。
永代通りを挟んだ北側の東急百貨店日本橋店跡には2004年に日本橋一丁目三井ビルディング（COREDO日本橋）が完成、さらに南隣の山本山・丸三証券ビル跡や日本橋髙島屋を含む一帯では三井不動産が主軸を担った「日本橋二丁目地区第一種市街地再開発事業」が着手され、日本橋髙島屋三井ビルディング（日本橋髙島屋S.C.新館）、太陽生命日本橋ビル（日本橋髙島屋S.C東館）が建てられたほか、既存日本橋髙島屋の更新が行われた。

## 高層棟
建物名称は、2014年10月に「東京日本橋タワー」に決定したと発表された。
地下4階・地上35階・地上高180mのビルで、外装には御影石が用いられた。地下2階にイベントホール、地上4・5階には貸会議室が設けられ、「ベルサール東京日本橋」として運営されている。ほかに地下1階にはレストラン街も配されたほか、東京メトロ東西線・銀座線日本橋駅、地下2階では都営地下鉄浅草線日本橋駅とも直結する。
1階では地権者の横浜銀行が東京支店、三井住友銀行が東京中央支店（日本橋東支店）を営業するほか、別棟で榛原が店舗を構える。
8階～35階がオフィスフロアとなり、シャトルエレベーターで7階のスカイロビーに向かい、そこで高層エレベーターに乗り換える計画とした。フロアは約86m×約44mの長方形平面に対してコアを南東側に寄せて、オフィス専有部を奥行約27m、約820坪のL字型とし、柱・梁を外部に出したアウトフレーム形式を採用した。T&Dホールディングスが本社、その子会社である太陽生命が本社、大同生命が東京本社を置く。また、住友化学が2021年11月、住友ファーマが2022年8月16日に東京本社を同棟へ移転。
6階に免震層を設置し、停電時の対応として重油・都市ガス双方での発電が可能なデュアルフューエルガスタービンが備えられている。加えて地上や地下の広場には帰宅困難者受け入れスペースや防災倉庫を設け、地域の防災機能向上にも寄与している。
郵便番号は103-6001（1階）から103-6035（35階）および103-6090（地下・階層不明）と本ビル専用の番号が付けられている。